# 菱刈晃夫
菱刈 晃夫（ひしかり てるお、1967年- ）は、日本の教育学者、国士舘大学教授。

## 人物・来歴
福井市生まれ。京都大学教育学部卒業。同大学院教育学研究科博士課程修了。99年「ルターとメランヒトンの教育思想研究序説 宗教改革とフマニスムス」で教育学博士。1996年同志社大学嘱託講師、2001年国士舘大学文学部講師、2004年助教授、2007年准教授、2009年教授。ゲッティンゲン大学神学部客員研究員(2016-17年)。教育学、思想史。

## 著書
- 『ルターとメランヒトンの教育思想研究序説』溪水社, 2001.2
- 『教育にできないこと,できること 教育の基礎・歴史・実践・研究』成文堂, 2004.3
- 『近代教育思想の源流 スピリチュアリティと教育』成文堂, 2005.4
- 『からだで感じるモラリティ 情念の教育思想史』成文堂, 2011.4
- 『習慣の教育学 思想・歴史・実践』知泉書館, 2013.12
- 『メランヒトンの人間学と教育思想 研究と翻訳』成文堂, 2018.7

共著
- 『講義教育原論 人間・歴史・道徳』宮野安治,山崎洋子共著. 成文堂, 2011.3
- 『メランヒトンの倫理思想 研究と翻訳』成文堂,2025.7

### 翻訳
- ネル・ノディングズ『幸せのための教育』山崎洋子共監訳. 知泉書館, 2008.4
- マルティン・H・ユング『メランヒトンとその時代 ドイツの教師の生涯』知泉書館, 2012.6
- マルティン・H・ユング『宗教改革を生きた人々 神学者から芸術家まで』木村あすか共訳. 知泉書館, 2017.8
- ベルンハルト・グレトゥイゼン『哲学的人間学 (知泉学術叢書) 金子晴勇共訳. 知泉書館, 2021.6

## 論文
- ＜菱刈晃夫